# Mât de WGME TV
Le mât de WGME TV (appelé WGME TV Tower) est une tour de transmission de 495 mètres de hauteur située à Raymond dans le Maine et qui fut de 1959 à 1960 la plus haute structure du monde.